# Patrick Loa Loa
Patrick Steve Loa Loa (3 giugno 1999) è un calciatore camerunese, attaccante del Saint-Denis US.

## Carriera
Dal 2017 al 2021 ha militato nel Ben Guerdane, formazione della massima serie tunisina.
Il 20 aprile 2021 viene acquistato a titolo definitivo dai finlandesi dell'Ilves.

## Statistiche

### Presenze e reti nei club
Statistiche aggiornate al 29 settembre 2021.
| Stagione            | Squadra             | Campionato          | Campionato | Campionato | Coppe nazionali | Coppe nazionali | Coppe nazionali | Coppe continentali | Coppe continentali | Coppe continentali | Altre coppe | Altre coppe | Altre coppe | Totale | Totale |
| Stagione            | Squadra             | Comp                | Pres       | Reti       | Comp            | Pres            | Reti            | Comp               | Pres               | Reti               | Comp        | Pres        | Reti        | Pres   | Reti   |
| ------------------- | ------------------- | ------------------- | ---------- | ---------- | --------------- | --------------- | --------------- | ------------------ | ------------------ | ------------------ | ----------- | ----------- | ----------- | ------ | ------ |
| 2017-2018           | Ben Guerdane        | CLP-1               | 22         | 4          |                 | -               | -               |                    | -                  | -                  |             | -           | -           | 22     | 4      |
| 2018-2019           | Ben Guerdane        | CLP-1               | 13         | 1          |                 | -               | -               |                    | -                  | -                  |             | -           | -           | 13     | 1      |
| 2019-2020           | Ben Guerdane        | CLP-1               | 15         | 0          |                 | -               | -               |                    | -                  | -                  |             | -           | -           | 15     | 0      |
| 2020-apr. 2021      | Ben Guerdane        | CLP-1               | 11         | 0          |                 | -               | -               |                    | -                  | -                  |             | -           | -           | 11     | 0      |
| Totale Ben Guerdane | Totale Ben Guerdane | Totale Ben Guerdane | 61         | 5          |                 | -               | -               |                    | -                  | -                  |             | -           | -           | 61     | 5      |
| 2021                | Ilves               | VL                  | 20         | 0          |                 | -               | -               |                    | -                  | -                  |             | -           | -           | 20     | 0      |
| Totale carriera     | Totale carriera     | Totale carriera     | 81         | 5          |                 | -               | -               |                    | -                  | -                  |             | -           | -           | 81     | 5      |